# Motor Volkswagen EA827
El motor Volkswagen serie EA827 – Entwicklungs Auftrag (EA = Contrato de Desarrollo cuando se traduce) – son motores de cuatro cilindros en línea refrigerados por agua del Grupo Volkswagen. El EA827 fue diseñado por Audi y primero instalado en 1972 en el Audi 80 serie 1 (también conocido como B1) en formato 1,5 litros con carburador. Este motor evolucionó al EA113 en 1993. La serie de motores EA827 todavía está en producción. Los primeros motores Diésel de cuatro cilindros del Grupo Volkswagen también se basan en el bloque del motor EA827. SEAT empezó a utilizar algunos de estos motores a partir de 1991 con su nuevo modelo Toledo, primer modelo en utilizar motores del grupo Volkswagen. 
Junto con el motor EA111 «bloque pequeño», el Scirocco y 6 meses más tarde, el Golf, también albergaría el motor EA827; esto es lo que comúnmente sería conocido como el bulto «bloque grande». 

## Ficha técnica
Lista de los motores de gasolina EA827 del Grupo Volkswagen.
| Cilindrada      | Diámetro x carrera                                | Distribución             | Sistema de combustible                   | Potencia                | Par motor (Nm) | Aplicaciones                                                                                      | Códigos                |
| --------------- | ------------------------------------------------- | ------------------------ | ---------------------------------------- | ----------------------- | --- | ------------------------------------------------------------------------------------------------- | ---------------------- |
| 1,3l (1297 cm³) | 75 mm (2,95 pulgadas) x 73,4 mm (2,89 pulgadas)   | SOHC 2 válvulas          | Carburador                               | 55 CV (40 kilovatios)   | 92 a 2500 rpm | Audi 80 B1, Volkswagen Passat B1                                                                  | ZA                     |
| 1,3l (1297 cm³) | 75 mm (2,95 pulgadas) x 73,4 mm (2,89 pulgadas)   | SOHC 2 válvulas          | Carburador                               | 60 CV (44 kilovatios)   | 100 a 3200 rpm | Audi 80 B2, Volkswagen Passat B2                                                                  | EP                     |
| 1,4l (1423 cm³) | 76,5 mm (3,01 pulgadas) x 77,4 mm (3,05 pulgadas) | SOHC 2 válvulas          | Carburador, SPI                          | 84 CV (62 kilovatios)   | 118 a 4200 rpm | Volkswagen Citi Golf (Sudáfrica)                                                                  |                        |
| 1,5l (1457 cm³) | 79,5 mm (3,13 pulgadas) x 73,4 mm (2,89 pulgadas) | SOHC 2 válvulas          | Carburador                               | 69 CV (51 kilovatios)   | 110 a 2500 rpm | Audi 80, Volkswagen Golf GTi, Volkswagen Passat, Volkswagen Scirocco GTi                          | JB                     |
| 1,5l (1471 cm³) | 76,5 mm (3,01 pulgadas) x 80 mm (3,15 pulgadas)   | SOHC 2 válvulas          | Carburador                               | 86 CV (63 kilovatios)   | 121 a 4000 rpm | Audi 80 B1, VW Golf I, VW Passat B1                                                               | ZC, FD                 |
| 1,6l (1588 cm³) | 79,5 mm (3,13 pulgadas) x 80 mm (3,15 pulgadas)   | SOHC 2 válvulas          | Carburador Pierburg 2B2, 2B5             | 85 CV (63 kilovatios)   | 124 a 3200 rpm | Audi 100 C2                                                                                       | YV                     |
| 1,6l (1588 cm³) | 79,5 mm (3,13 pulgadas) x 80 mm (3,15 pulgadas)   | SOHC 2 válvulas          | Inyección K-Jetronic                     | 110 CV (81 kilovatios)  | 137 a 5000 rpm | Audi 80 B2, VW Golf I GTI, VW Passat B1, VW Scirocco I GTI/GLI                                    | YZ, EG, YS             |
| 1,6l (1595 cm³) | 81 mm (3,19 pulgadas) x 77,4 mm (3,05 pulgadas)   | SOHC 2 válvulas          | Carburador Pierburg 2EE, Ecotronic, GKAT | 69 CV (51 kilovatios)   | 118 a 2700 rpm | Audi 80 B3, VW Golf II                                                                            | PP, PN                 |
| 1,6l (1595 cm³) | 81 mm (3,19 pulgadas) x 77,4 mm (3,05 pulgadas)   | SOHC 2 válvulas          | Carburador Pierburg 2E2                  | 75 CV (55 kilovatios)   | 125 a 2500 rpm | VW Golf II                                                                                        | EZ                     |
| 1,6l (1595 cm³) | 81 mm (3,19 pulgadas) x 77,4 mm (3,05 pulgadas)   | SOHC 2 válvulas          |                                          | 101 CV (74 kilovatios)  | 135 a 4400 rpm | VW Golf III, VW Vento, VW Passat B4                                                               | AEK                    |
| 1,6l (1595 cm³) | 81 mm (3,19 pulgadas) x 77,4 mm (3,05 pulgadas)   | SOHC 2 válvulas          | 140 a 3500 rpm                           | 101 CV (74 kilovatios)  | VW Golf III, VW Vento, VW Passat B4, Seat Ibiza (6K), Seat Córdoba (6K/C), Seat Toledo (1L)                                                                      | AFT                                                                                               |                        |
| 1,6l (1595 cm³) | 81 mm (3,19 pulgadas) x 77,4 mm (3,05 pulgadas)   | SOHC 2 válvulas          | 140 a 3800 rpm                           | 101 CV (74 kilovatios)  | Audi A4, VW Passat B5 | ADP; AHL                                                                                          |                        |
| 1,6l (1595 cm³) | 81 mm (3,19 pulgadas) x 77,4 mm (3,05 pulgadas)   | SOHC 2 válvulas          | 145 a 3800 rpm                           | 101 CV (74 kilovatios)  | Audi A3 1. Gen, Audi A4 B5, VW Polo III, VW Golf IV, VW Bora, VW Passat B5, VW New Beetle, Skoda Octavia, Seat Ibiza (6K), Seat Córdoba (6K/C), Seat Toledo (1M) | AEH; AKL; APF; AUR                                                                                |                        |
| 1,6l (1595 cm³) | 81 mm (3,19 pulgadas) x 77,4 mm (3,05 pulgadas)   | SOHC 2 válvulas          | 102 CV (75 kilovatios)                   | 148 a 3800 rpm          | Audi A3, VW New Beetle, VW Golf IV, VW Golf V, VW Golf VI, VW Bora, VW Passat B3                                                                                 | AYD; AWH; AVU; ALZ; BFQ; BFS; BGU; BSE; BSF                                                       |                        |
| 1,7l (1715 cm³) | 79,5 mm (3,13 pulgadas) x 86,4 mm (3,40 pulgadas) | SOHC 2 válvulas          | Inyección K-Jetronic                     | 75 CV (55 kilovatios)   | 122 a 3000 rpm | VW Iltis, mercado EE.UU; VW Rabbit, VW Jetta, VW Scirocco, Audi 4000, Dodge Omni/Plymouth Horizon | EN                     |
| 1,8l (1763 cm³) | 80,6 mm (3,17 pulgadas) x 86,4 mm (3,40 pulgadas) | SOHC 2 válvulas          | Digifant                                 | 160 CV (118 kilovatios) | 225 a 3800 rpm | VW Golf II G60 Rallye                                                                             | 1H                     |
| 1,8l (1781 cm³) | 81 mm (3,19 pulgadas) x 86,4 mm (3,40 pulgadas)   | SOHC 2 válvulas          |                                          | 75 CV (55 kilovatios)   | 140 a 2500 rpm | Audi 80 B3, VW Golf III                                                                           | RU; AAM; ANN           |
| 1,8l (1781 cm³) | 81 mm (3,19 pulgadas) x 86,4 mm (3,40 pulgadas)   | SOHC 2 válvulas          | 87 CV (64 kilovatios)                    | 133 a 3000 rpm          | - |                                                                                                   |                        |
| 1,8l (1781 cm³) | 81 mm (3,19 pulgadas) x 86,4 mm (3,40 pulgadas)   | SOHC 2 válvulas          | 88 CV (65 kilovatios)                    | 145 a 3300 rpm          | Audi 80 B3, Seat Toledo | SF                                                                                                |                        |
| 1,8l (1781 cm³) | 81 mm (3,19 pulgadas) x 86,4 mm (3,40 pulgadas)   | SOHC 2 válvulas          | Carburador 2E2                           | 145 a 3300 rpm          | 90 CV (66 kilovatios) | VW Golf II, VW Jetta II                                                                           | GU                     |
| 1,8l (1781 cm³) | 81 mm (3,19 pulgadas) x 86,4 mm (3,40 pulgadas)   | SOHC 2 válvulas          | KE/KA-Jetronic                           | 142 a 5200 rpm          | 90 CV (66 kilovatios) | VW Golf II, VW Jetta II, VW Passat B3, Seat Toledo 1L                                             | RP; GX                 |
| 1,8l (1781 cm³) | 81 mm (3,19 pulgadas) x 86,4 mm (3,40 pulgadas)   | SOHC 2 válvulas          |                                          | 145 a 2500 rpm          | 90 CV (66 kilovatios) | Seat Toledo, VW Golf III, VW Passat B3                                                            | ABS; ADZ; ANP          |
| 1,8l (1781 cm³) | 81 mm (3,19 pulgadas) x 86,4 mm (3,40 pulgadas)   | SOHC 2 válvulas          | KA-Jetronic                              | 95 CV (70 kilovatios)   | 142 a 3000 rpm | VW GOLF I Cabriolet, VW Scirocco                                                                  | JH                     |
| 1,8l (1781 cm³) | 81 mm (3,19 pulgadas) x 86,4 mm (3,40 pulgadas)   | SOHC 2 válvulas          | Digifant                                 | 98 CV (72 kilovatios)   | 142 a 3000 rpm | VW GOLF I Cabriolet                                                                               | 2H                     |
| 1,8l (1781 cm³) | 81 mm (3,19 pulgadas) x 86,4 mm (3,40 pulgadas)   | SOHC 2 válvulas          |                                          | 112 CV (82 kilovatios)  | 154 a 3500 rpm DZ: 160 a 3400 rpm | Audi 80 B2/B3, VW GOLF I Cabriolet, VW GOLF I GTI, VW Golf II GTI, VW Passat B3, VW Scirocco      | DZ; PB; EV; KT; JJ; DX |
| 1,8l (1781 cm³) | 81 mm (3,19 pulgadas) x 86,4 mm (3,40 pulgadas)   | DOHC 4 válvulas          | K/KE-Jetronic                            | 129 CV (95 kilovatios)  | 168 a 4250 rpm | VW Golf II GTI, VW Scirocco, Seat Toledo 1L                                                       | PL                     |
| 1,8l (1781 cm³) | 81 mm (3,19 pulgadas) x 86,4 mm (3,40 pulgadas)   | DOHC 4 válvulas          | Digifant                                 | 129 CV (95 kilovatios)  | 168 a 4800 rpm | Seat Ibiza, Seat Córdoba                                                                          | ADL                    |
| 1,8l (1781 cm³) | 81 mm (3,19 pulgadas) x 86,4 mm (3,40 pulgadas)   | DOHC 4 válvulas          | K/KE-Jetronic                            | 139 CV (102 kilovatios) | 169 a 4600 rpm | VW Golf II GTI, VW Scirocco, Seat Toledo 1L                                                       | KR                     |
| 1,8l (1781 cm³) | 81 mm (3,19 pulgadas) x 86,4 mm (3,40 pulgadas)   | SOHC 2 válvulas          | Bosch                                    | 160 CV (118 kilovatios) | 225 a 3800 rpm | VW Golf II G60, VW Corrado G60, VW Passat B3 G60 syncro                                           | PG                     |
| 1,8l (1781 cm³) | 81 mm (3,19 pulgadas) x 86,4 mm (3,40 pulgadas)   | DOHC 4 válvulas          | Bosch                                    | 211 CV (155 kilovatios) | 252 a 4200 rpm | VW Golf II 16V G60 Limited                                                                        | 3G                     |
| 1,9l (1847 cm³) | 82,5 mm (3,25 pulgadas) x 86,4 mm (3,40 pulgadas) | SOHC 2 válvulas          | KE-Jetronic                              | 113 CV (83 kilovatios)  | 160 a 3400 rpm | Audi 80 B3                                                                                        | SD                     |
| 2,0l (1984cm³)  | 82,5 mm (3,25 pulgadas) x 92,8 mm (3,65 pulgadas) | SOHC 2 Válvulas, Aluguss |                                          | 116 CV (85 kilovatios)  | 165 a 3200 rpm | VW Golf IV Cabriolet                                                                              | AWG; AWF               |
| 2,0l (1984cm³)  | 82,5 mm (3,25 pulgadas) x 92,8 mm (3,65 pulgadas) | SOHC 2 Válvulas, Aluguss | 166 a 2600 rpm                           | 116 CV (85 kilovatios)  | VW Golf III, VW Passat B4 | AGG                                                                                               |                        |
| 2,0l (1984cm³)  | 82,5 mm (3,25 pulgadas) x 92,8 mm (3,65 pulgadas) | SOHC 2 Válvulas, Aluguss | 166 a 3200 rpm                           | 116 CV (85 kilovatios)  | VW Passat B3/B4, VW Golf III, Seat Ibiza, Seat Córdoba, Seat Toledo                                                                                              | 2E, ADY, ABA                                                                                      |                        |
| 2,0l (1984cm³)  | 82,5 mm (3,25 pulgadas) x 92,8 mm (3,65 pulgadas) | SOHC 2 Válvulas, Aluguss | 170 a 2400 rpm                           | 116 CV (85 kilovatios)  | VW Golf IV, VW Bora | APK; AQY                                                                                          |                        |
| 2,0l (1984cm³)  | 82,5 mm (3,25 pulgadas) x 92,8 mm (3,65 pulgadas) | SOHC 2 Válvulas, Aluguss | 170 a 2600 rpm                           | 116 CV (85 kilovatios)  | VW Sharan I | ATM                                                                                               |                        |
| 2,0l (1984cm³)  | 82,5 mm (3,25 pulgadas) x 92,8 mm (3,65 pulgadas) | SOHC 2 Válvulas, Aluguss | 170 a 3200 rpm                           | 116 CV (85 kilovatios)  | VW Golf IV, VW Bora | AZH; AZJ                                                                                          |                        |
| 2,0l (1984cm³)  | 82,5 mm (3,25 pulgadas) x 92,8 mm (3,65 pulgadas) | SOHC 2 Válvulas, Aluguss | 172 a 3500 rpm                           | 116 CV (85 kilovatios)  | VW Passat B5 3BG | AZM                                                                                               |                        |
| 2,0l (1984cm³)  | 82,5 mm (3,25 pulgadas) x 92,8 mm (3,65 pulgadas) | SOHC 2 Válvulas, Aluguss | 120 CV (88 kilovatios)                   | 174 a 2400 rpm          | VW GOLF IV Variant (nicht in Deutschland) | ATF                                                                                               |                        |
| 2,0l (1984cm³)  | 82,5 mm (3,25 pulgadas) x 92,8 mm (3,65 pulgadas) | SOHC 2 Válvulas, Aluguss | 120 CV (88 kilovatios)                   | 175 a 2600 rpm          | VW Passat B5 | AUZ; ASU; AVA                                                                                     |                        |
| 2,0l (1984cm³)  | 82,5 mm (3,25 pulgadas) x 92,8 mm (3,65 pulgadas) | DOHC 4 válvulas          | KE-Motronic                              | 136 CV (100 kilovatios) | 180 a 4400 rpm | VW Passat B3, VW Corrado                                                                          | 9A                     |
| 2,0l (1984cm³)  | 82,5 mm (3,25 pulgadas) x 92,8 mm (3,65 pulgadas) | DOHC 4 válvulas          | KE-Jetronic                              | 140 CV (103 kilovatios) | 181–185 a 4500 rpm | Audi 80 B4, Audi 100 C4                                                                           | ACE                    |
| 2,0l (1984cm³)  | 82,5 mm (3,25 pulgadas) x 92,8 mm (3,65 pulgadas) | DOHC 4 válvulas          | Digifant                                 | 150 CV (110 kilovatios) | 180 a 4800 rpm | VW Golf III GTI 16V, VW Passat B4, Seat Toledo(1L), Seat Ibiza, Seat Córdoba                      | ABF                    |